# Guaca
Guaca és un municipi del departament de Santander, Colòmbia.
Es troba a 87 quilòmetres de Bucaramanga, la seva altitud és de 2.401 metres sobre el nivell del mar.
Va ser fundada el 12 d'abril de 1553.
Guaca té 6.916 habitants. (Dane 2005)